# Ворм-Спрінгс-Ран

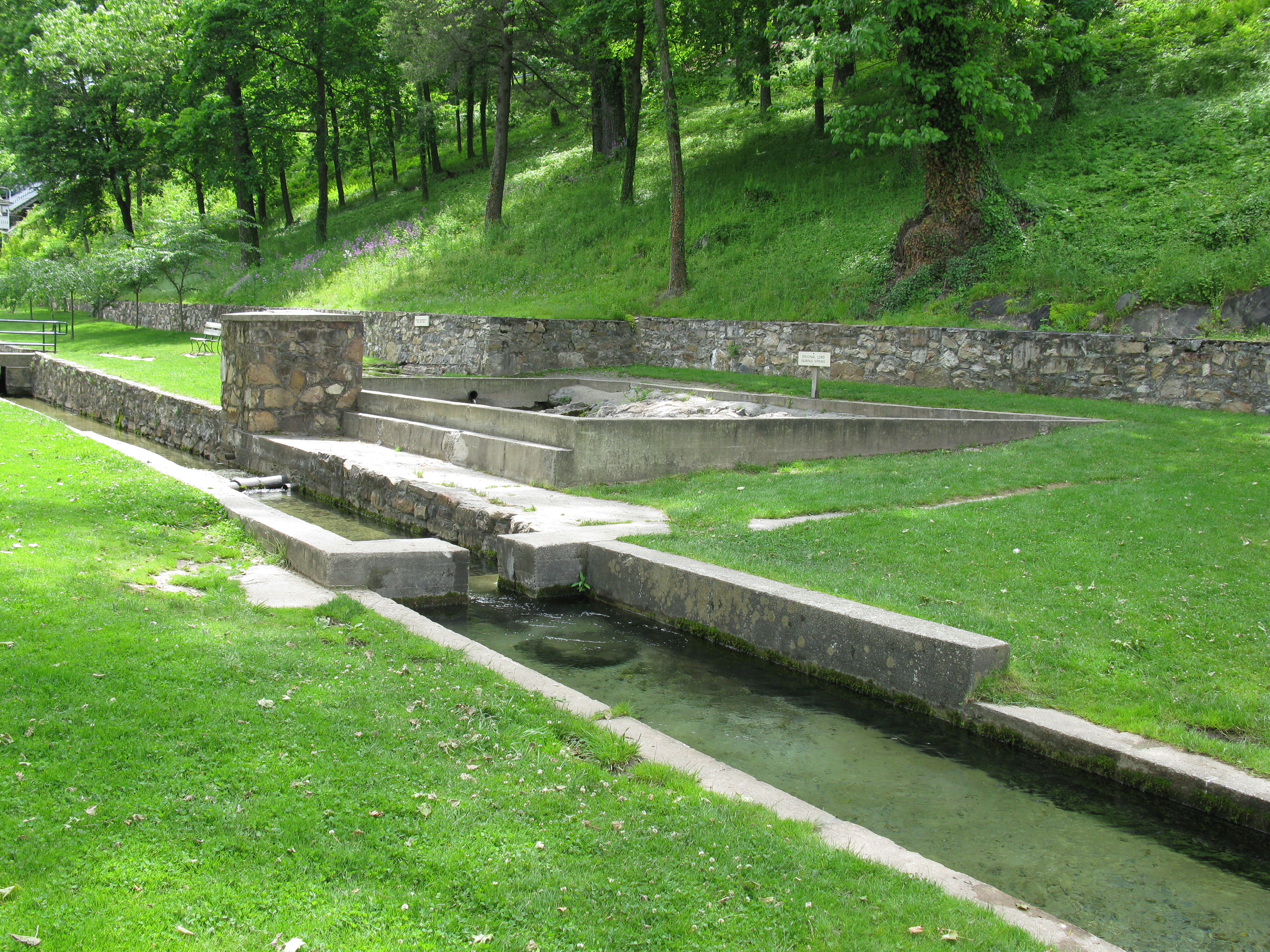
Ворм-Спрінгс-Ран в парку Берклі-Спрінгс

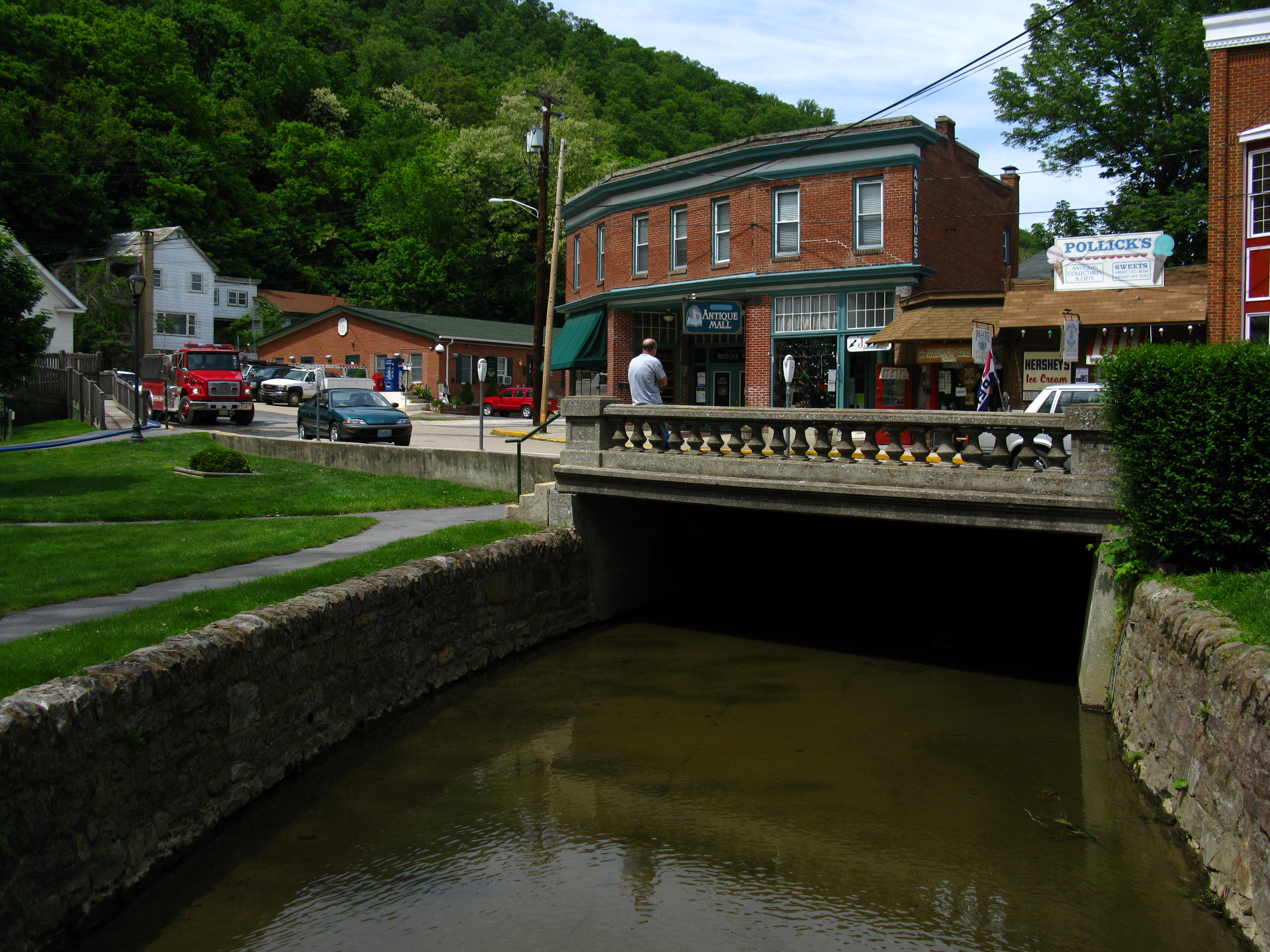
Ворм-Спрінгс-Ран під Фейрфакс Стріт

39°41′43″ пн. ш. 78°10′20″ зх. д. / 39.6954° пн. ш. 78.1722° зх. д.
Ворм-Спрінгс-Ран (англ. Warm Spring Run) — річка у США, притока річки Потомак, що протікає в окрузі Морган у штаті Західна Вірджинія. Має довжину 19,2 км річка витікає на східній стороні хребта Ворм-Спрінгс на висоті 340 м над рівнем моря і більшу частину свого курсу пролягає паралельно шосе 522. Ворм-Спрінгс-Ран впадає в річку Потомак в муніципалітеті Генкок. Річка в основному живиться джерелами на хребті Warm Springs Ridge, найвідомішими з них є джерела в державному парку Берклі-Спрінгс, через який вона протікає.

## Список міст і містечок уздовж річки
- Берклі Спрінгс
- Беррівіль
- Берн-Факторі
- Генкок
- Джимтаун
- Норт-Берклі